# Linanthus bellus
Linanthus bellus là một loài thực vật có hoa trong họ Polemoniaceae. Loài này được (A. Gray) Greene mô tả khoa học đầu tiên năm 1892.